# Elizabeth City State Vikings
Elizabeth City State Vikings, también conocidos como ECSU Vikings (español: los Vikingos de la Estatal de Elizabeth City) es el nombre de los equipos deportivos de la Universidad Estatal de Elizabeth City, situada en Elizabeth City, Carolina del Norte. Los equipos de los Vikings participan en las competiciones universitarias organizadas por la NCAA, y forman parte desde 1957 de la Central Intercollegiate Athletic Association.

## Programa deportivo
Los Vikings compiten en 5 deportes masculinos y en otros 6 femeninos:
| - Masculino - Baloncesto - Béisbol - Golf - Fútbol americano - Cross | - Femenino - Baloncesto - Voleibol - Cross - Softball - Tenis - Bowling |

## Instalaciones deportivas
- Helms Center es el pabellón donde disputan sus competiciones los equipos de baloncesto y voleibol. Tiene una capacidad para 5.000 espectadores y fue inaugurado en 1976.

- Roebuck Stadium es el estadio donde disputan sus encuentros el equipo de fútbol americano. Tiene una capacidad para 5.000 espectadores y fue inaugurado en 1983.[1]